# Jervvasstind
Jervvasstind (també coneguda com a Gjertvasstind i Østre Styggedalstind) és la novena muntanya més alta de Noruega amb una altitud de 2.351 metres. Es troba a les muntanyes d'Hurrungane, a la part oriental del municipi de Luster que és situat al comtat de Vestland. A l'extrem oriental de la muntanya hi ha altres muntanyes com les següents (d'oest a est): Store Skagastølstind, Vetle Skagastølstind, Sentraltind, Store Styggedalstinden i Jervvasstind. El poble de Skjolden està situat a 16 quilòmetres a l'oest.
La primera ascensió a la muntanya va ser realitzada per William Cecil Slingsby i Emanuel Mohn el 1876. La primera ascensió hivernal va ser per part d'Arne Randers Heen i Ernst Bakke el 1953.